# Type 54
Type 54 (trad. kin. 54式手槍;; pojed. kin. 54式手枪) je kineska kopija sovjetskog pištolja Tokarev TT-33. Postoje i inačice Type 54 pištolja kao što su Type 51, M20, TU-90 i Model 213.

## Povijest
Type 54 je uveden u službu 1951. godine te se proizvodio u Shenyangu u Tvornici 66 kao poboljšana inačica modela Type 51 (također kopija Tokareva) koristeći ruske i kineske dijelove nakon Korejskog rata. 1954. nakon što je proizvedeno oko 250.000 pištolja, naziv pištolja je promijenjen u Type 54 te koristi isključivo dijelove domaće proizvodnje. Ovaj model je koristio streljivo kalibra 7.62x25mm Tokarev dok su neke inačice dizajnirane za korištenje streljiva 9x19mm Parabellum.
Iako je u kineskoj vojsci QSZ-92 (Type 92) zamijenio zastarjeli Type 54, pištolj je ostao u službi nekih dijelova kineskih oružanih snaga kao što su narodna policija i neke trupe kineske narodnooslobodilačke vojske.
Type 54 je u Kini u kolokvijalnim razgovorima poznat pod nadimkom "Crna zvijezda" (trad. kin. 黑星手槍;; pojed. kin. 黑星手枪).

## Inačice
Norinco, kineska nacionalna industrija oružja, za potrebe komercijalnog tržišta još proizvodi Type 54 koji koristi streljivo kalibra 9x19mm Parabellum (poznat i kao Model 213) kao i izvorno streljivo 7.62x25mm Tokarev. Pištolj ima sigurnosnu kočnicu za razliku od sovjetskog izvornika.
Pištolje koji su u trenutnoj proizvodnji nisu dostupni na tržištu SAD-a zbog uvoznih zabrana na kinesko vatreno oružje. Dostupni je tek Model 213 koji je uvezen u zemlju tijekom 1980-ih i 1990-ih prije stupanja embarga na kinesko oružje.
Norinco je proizvodio i model M20. Riječ je o inačici pištolja Type 54 ali bez tvorničkih oznaka kako bi se prikrilo podrijetlo oružja. Mnogi od tih pištolja su davani sjevernovijetnamskim snagama tijekom Vijetnamskog rata.
TU-90 (poznat i kao NP-10 ili Model 213-B) je poboljšana inačica Modela 213 te je sličan egipatskom pištolju Tokagypt iz 1960-ih. Proizveden je prvenstveno od kovanog čelika a bočne strane rukohvata su od rebraste gume.

## Korisnici

### Postojeći korisnici
- NR Kina[1]
- Bangladeš[2]
- Vijetnam: vijetnamska vojska.

### Bivši korisnici
- Sjeverni Vijetnam

## Vanjske poveznice
- Sinodefence.com
- NISAT.org  Arhivirana inačica izvorne stranice od 2. kolovoza 2008. (Wayback Machine)